# Luis Rogelio Rodríguez-Comendador
Luis Rogelio Rodríguez-Comendador Pérez, né le 19 février 1959 à Madrid, est un homme politique espagnol membre du Parti populaire (PP).
Il est maire d'Almería de juin 2003 à novembre 2015.

## Biographie

### Formation et vie professionnelle
Né à Madrid, il déménage à Almería, en Andalousie, en 1975. Il entre ensuite à l'université de Grenade où il étudie le droit. Il devient avocat à l'issue de son cursus.
Il adhère à l'Alliance populaire en 1980. Il exerce diverses fonctions au sein des Nouvelles générations (NNGG) et du parti, renommé Parti populaire, dans la province d'Almería.

### Président de la députation provinciale
À l'occasion des élections municipales du 26 mai 1991, il se fait élire conseiller municipal d'Almería, figurant en cinquième position sur la liste de Fernando Cabezón. Quatre ans plus tard, il est investi en deuxième place de la liste de Juan Megino, qui remporte la majorité absolue au conseil municipal.
Il est également élu à la députation provinciale, où le PP remporte une majorité relative. Bien que la gauche y soit majoritaire, il en est élu président le 10 juillet après que la Gauche unie (IU) a décidé de s'abstenir lors du vote d'investiture. Il succède au socialiste Tomás Azorín, en fonction depuis huit ans et met fin à 12 années de pouvoir socialiste. Il est confirmé août 1999 à la majorité absolue, le PP disposant de 14 députés sur 27, et se trouve être le seul président de députation andalouse issu du centre droit. À compter de 1996, il préside le PP dans la province.

### Député au Parlement d'Andalousie
Il est élu député d'Almería au Parlement d'Andalousie au cours des élections autonomiques du 12 mars 2000. Pour ce premier mandat, il exerce la présidence de la commission de suivi et de contrôle du financement des partis politiques.

### Maire d'Almería
Au cours de l'été 2002, il est choisi pour être tête de liste aux élections municipales du 25 mai 2003 à Almería, au détriment de l'ancien maire Juan Megino. Le jour du scrutin, la liste qu'il mène remporte 31 461 voix, soit 38,91 % des suffrages exprimés et 11 conseillers municipaux sur 27. Obtenant l'appui des 5 élus du Groupe indépendant pour Almería, fondé par Megino, il est élu maire de la ville par 16 voix contre 10 au socialiste Martin Soler et 1 à l'écosocialiste Diego Cervantes ; il abandonne à cette occasion la présidence de la députation provinciale.
Moins d'un an plus tard, il est réélu député autonomique lors des élections du 14 mars 2004. Pour ce second mandat, il est simplement membre de la commission de la Culture. Pour résoudre la crise au sein de la fédération provinciale du PP, il annonce sa démission de la présidence le 15 juillet. Lors du Xe congrès, qui se tient le 11 décembre suivant, il est pourtant désigné deuxième vice-président de la commission exécutive, tandis que ses partisans renforcent leur présence dans l'organe de direction.
Il améliore son résultat en sièges au cours des élections municipales du 27 mai 2007, ratant de peu la majorité absolue. La liste conservatrice totalise effectivement 32 725 voix, ce qui lui accorde 46,16 % des exprimés et 13 élus sur 27. Bien que le GIAL n'ait plus que 2 élus, il nécessite leurs voix pour être reconduit, et leur cède donc des délégations de l'Urbanisme, et de l'Assainissement et de l'Environnement, ainsi que la présidence des sociétés publiques locales disposant des plus gros postes d'investissement. Il entame son deuxième mandat le 16 juin, avec de nombreuses promesses dans le domaine des infrastructures.
Il ne sollicite pas le renouvellement de son mandat parlementaire en 2008 mais intègre la liste du PP pour les élections générales sur une sixième et dernière position non-éligible. Il choisit de se représenter aux élections municipales du 22 mai 2011. Il écrase alors ses concurrents, puisque sa liste récolte 44 785 suffrages, soit 59,89 % des voix exprimées ; cela lui accorde 18 conseillers municipaux, une très large majorité absolue. Six mois plus tard, aux élections générales anticipées du 20 novembre 2011, il se présente pour l'un des quatre postes de sénateur de la province, se classant premier avec un total de 171 988 voix. Au Sénat, il est premier vice-président de la commission de la Défense et membre de la commission de la Justice.

### Le passage définitif au Sénat
Il perd sa majorité absolue aux élections municipales du 24 mai 2015, totalisant 40,9 % des voix et 13 membres des 27 du conseil municipal. Il est réinvesti de manière inattendue le 13 juin par 13 voix contre 11 au socialiste Juan Carlos Pérez Navas, après que Ciudadanos a renoncé au dernier moment à soutenir ce dernier. Il annonce sa démission dès le 19 novembre suivant afin, selon ses explications, de se concentrer sur sa campagne électorale et son travail au Sénat. Son premier adjoint Ramón Fernández-Pacheco, âgé de 31 ans, prend sa succession le 28 novembre, élu par 13 voix contre 11 et 3 abstentions.
Aux élections sénatoriales du 20 décembre 2015, il est réélu à la chambre haute avec 114 394 voix, réalisant le meilleur score de la circonscription. Pour ce nouveau mandat, il est de nouveau membre de la commission de la Justice et premier vice-président de la commission de la Défense.